# El Azuzul
El Azuzul est une zone archéologique située dans l'État de Veracruz, à quelques kilomètres de la zone archéologique de San Lorenzo Tenochtitlan, nommée El Azuzul pour le ranch qui se trouve et fait partie du complexe Loma del Zapote, ce site occupe les hautes altitudes de la terre, à côté de deux anciennes rivières qui font partie de la rivière Coatzacoalcos.

## Art monumental
La zone archéologique d'Azuzul est surtout connue pour une paire de sculptures appelées Los Gemelos.